# Амиция де Бомон
Амиция де Бомон (англ. Amice de Beaumont), или Амиция де Бретёй (англ. Amice de Breteuil; умерла 3 сентября 1215) — графиня Лестер де-юре с 1204 года, дочь Роберта де Бомона, 3-го графа Лестера, и Пернель (Петрониллы) де Гранмениль, жена сначала Симона (IV) де Монфора, а затем Гильома II де Барра. После смерти брата, Роберта де Бомона, 4-го графа Лестера, Амиция стала одной из двух сонаследниц богатых владений Бомонов. Хотя в 1207 году был произведён раздел наследства между ней и мужем младшей сестры, во владение им ни Амиция, ни её старший сын Симон IV де Монфор вступить так и не смогли. Только в 1231 году король Англии Генрих III признал права внука Амиции, Симона (V) де Монфора, получившего позже и титул графа Лестера.

## Происхождение
Амиция происходила из знатного англо-нормандского рода Бомонов, получившего прозвание от замка Бомон-ле-Роже, владевшего землями как в Англии, так и в Нормандии. Его происхождение выводится от нормандца Торольда, сеньора де Понт-Одемара, правнук которого, Роберт де Бомон был активным участником Нормандского завоевания Англии, получив в награду обширные владения в новом королевстве, по большей части сосредоточенные в Уорикшире и Лестершире. Он был фигурой огромной политической важности, во время правления Генриха I получив титул графа Лестера. От матери Роберт унаследовал графство Мёлан. У Роберта родилось двое сыновей близнецов, один из которых, Роберт, унаследовал большую часть английских владений отца и титул графа Лестера. Как и отец, он играл важную роль при английском дворе. Хотя во время гражданской войны 1135—1154 годов Роберт поддерживал короля Стефана, ему удалось сохранить положение и при Генрихе II Плантагенете.
Наследник 2-го графа Летера, Роберт де Бомон, 3-й граф Лестер, уже не играл при английском дворе такой роли, как отец и дед. Хотя ему удалось увеличить свои владения за счёт брака с Петрониллой (Пернель) де Гранмениль, наследнице земель Гранменилей в Нормандии. В этом браке родилось трое сыновей и несколько дочерей, одной из которых была Амиция. Из-за участия в восстании сыновей короля Генриха II на стороне мятежников земли и замки 3-го графа Лестера были конфискованы. Полностью он смог возвратить владения только после того, как в 1189 году королём стал Ричард I Львиное Сердце.

## Биография
Год рождения Амиции неизвестен. Её родители поженились не позже 1159 года, и она была старшей из дочерей Роберта де Бомона, 3-го графа Лестера. Не позже 1170 года она вышла замуж за французского аристократа Симона (IV) де Монфор, который после смерти отца в 1181 году унаследовал сеньории Монфор-л’Амори и Рошфор-на-Ивелин. От этого брака у неё родилось двое сыновей Симон IV (V) и Ги де Монфор, а также дочь Перенилла (Пернель)
Не позже 1188 года Амиция овдовела и вышла замуж вторично — за Гильома II де Барра (умер 23 марта 1234), сеньора д’Уассери и де ла Ферте-Алаи. Поскольку её дети ещё были несовершеннолетними, она передала их владения под управление второго мужа.
Гильома де Барра в некоторых источниках называют с титулом «граф де Рошфор». По мнению Дэвида Крауча, этот титул, вероятно, носил первый муж Амиции, поскольку её отец обращался к ней как «графиня Рошфор» (лат. comitissa Roceforti). Произошло это из-за того, что отец её мужа, Симон III де Монфор, перед смертью разделил владения между двумя сыновьями: старший, Амори, нормандские владения семьи с титулом графа д’Эврё, а Симон — французские, взяв, как считает Крауч, титул графа Рошфора по одному из двух главных доставшихся ему владений. При этом в хартии, которую Амиция издала, предоставляя дар для молитв за душу умершего брата Уильяма, она названа «сеньора Монфорская».
Из трёх братьев Амиции Уильям умер в 1189 году. Второй брат, Роберт, унаследовавший в 1190 году отцовские владения и титул графа Лестера, умер в 1204 году не оставив детей. Ещё один брат, Роджер, епископ Сент-Эндрюса, умер в 1202 году. В итоге в 1204 году богатые владения Бомонов нужно было разделить между графиней Рошфор и её младшей сестрой Маргаритой, которая была замужем за Сэйром де Квинси. 
После смерти брата Роберта в 1204 или 1205 году Амиция была вынуждена продать права на нормандскую сеньорию Бретёй королю Франции Филиппу II Августу, получив взамен замок Сен-Лижье-ан-Ивелин. Однако она очень стремилась сохранить права на свою долю наследства Бомонов в Англии. Она несколько раз в документах использовала титул «графиня Лестер». В дарственной, датированной 1206 годом, данную ей Шартрскому собору, Амиция именуется «графиня Лестер и сеньора де Монфор». В Уэрхемском монастыре в своё время хранился документ, датированный периодом 1212—1215 годов, который она дала как «графиня Лестер». Запись в реестре за 1206 год Амиция именуется «графиня де Монфор».
В погоне за наследством Бомонов старший сын Амиции, Симон де Монфор, в 1204 или 1205 году приехал в Англию. Но только в 1207 году исчиторы решили, какую именно половину владений должна она унаследовать. Вторую же половину получил Сэйр де Квинси, муж Маргариты де Бомон, которому также в знак признания повысившегося статуса был присвоен титул графа Уинчестера. Однако из-за англо-французской войны Симон так и не успел вступить во владение английским наследством. Оно находилось под управлением череды хранителей, подотчётных казначейству, вплоть до 1231 года. Единственные владения, которыми Амиция достоверно владела в Англии после 1204 года в графстве Лестер — Шепвик и Уинтерборн в Дорсете, которые она получила в качестве приданого.
Вероятно, большую часть своей взрослой жизни Амиция прожила во Франции. Она умерла 3 сентября 1215 года и была похоронена в аббатстве От-Брюйер в Ивелине.
Однако права Симона IV де Монфора на владения Бомонов остались в силе, перейдя к его старшему сыну Амори VI, а тот не позже 1230 года передал их младшему брату Симону (V) де Монфору, который в 1230 году перебрался в Англию. В 1231 году король Генрих III признал его права на наследство Бомонов, а позже присвоил ему титул графа Лестера.

## Брак и дети
1-й муж: 1-й муж: ранее 1170 Симон (IV) де Монфор (умер в 1188), сеньор де Монфор-л’Амори с 1181 года. Дети: 
- Симон IV (V) де Монфор (около 1170 — 25 июня 1218),  сеньор де Монфор-л'Амори с 1187 года, сеньор Альби и Разеса с 1211 года, герцог Нарбонны, граф Тулузы, виконт Безье и Каркассона с 1216 года[11].
- Ги де Монфор (умер 31 января 1228), сеньор де Кастр и де Ла-Ферте-Аль[11].
- Перенилла (Пернель) де Монфор (умерла в 1216); муж: Бартелеми де Руа[фр.] (умер 24 января 1237), великий камергер Франции[11].

2-й муж: ранее 13 января 1188 Гильом II де Барр (умер 23 марта 1234), граф де Рошфор, сеньор д’Уассери и де ла Ферте-Алаи. Дети:
- Гильом III де Барр (умер 15 ноября около 1249), граф де Рошфор, сеньор д’Уассери и де ла Ферте-Алаи[17].
- Амиция де Барр[17].